# Windows 10 verziótörténet
A Windows 10 a Microsoft által kifejlesztett operációs rendszer. A Microsoft úgy jellemezte az operációs rendszert mint szolgáltatást, amelynek folyamatosan frissíteni fogja funkcióit, kiegészítve azzal, hogy vállalati környezetben képes lassabb ütemben fogadni a nem kritikus frissítéseket, vagy hosszú támogatási időt használni. Csak kritikus frissítéseket, például biztonsági javításokat kapnak az általános támogatás ötéves ideje alatt. A Windows 10 2015. július 29-én jelent meg.

## Támogatás
| Verzió | Kódnév      | Marketingnév              | Buildszám | Kiadási dátum      | Támogatás vége (támogatási státusz színnel jelezve)  | Támogatás vége (támogatási státusz színnel jelezve) | Támogatás vége (támogatási státusz színnel jelezve) | Támogatás vége (támogatási státusz színnel jelezve) | Támogatás vége (támogatási státusz színnel jelezve) | Támogatás vége (támogatási státusz színnel jelezve) | Támogatás vége (támogatási státusz színnel jelezve) |
| Verzió | Kódnév      | Marketingnév              | Buildszám | Kiadási dátum      | GAC                                                  | GAC                                                 | LTSC                                                | LTSC                                                | ESU                                                 | ESU                                                 | Mobil                                               |
| Verzió | Kódnév      | Marketingnév              | Buildszám | Kiadási dátum      | - Home, Pro, - Pro Education, - Pro for Workstations | - Education, - Enterprise, - IoT Enterprise         | Enterprise                                          | IoT Enterprise                                      | Fogyasztóknak                                       | Vállalkozásoknak és iskoláknak                      | Mobil                                               |
| --- | ----------- | ------------------------- | --------- | ------------------ | ---------------------------------------------------- | --------------------------------------------------- | --------------------------------------------------- | --------------------------------------------------- | --------------------------------------------------- | --------------------------------------------------- | --------------------------------------------------- |
| 1507 | Threshold 1 | N/A                       | 10240     | 2015. július 29.   | 2017. május 9.                                       | 2017. május 9.                                      | 2025. október 14.                                   | 2025. október 14.                                   | N/A                                                 | N/A                                                 | N/A                                                 |
| 1511 | Threshold 2 | Novemberi frissítés       | 10586     | 2015. november 10. | 2017. október 10.                                    | 2018. április 10.                                   | N/A                                                 | N/A                                                 | N/A                                                 | N/A                                                 | 2018. január 9.                                     |
| 1607 | Redstone 1  | Évfordulós frissítés      | 14393     | 2016. augusztus 2. | 2018. április 10.                                    | 2019. április 9.                                    | 2026. október 13.                                   | 2026. október 13.                                   | N/A                                                 | N/A                                                 | 2018. október 9.                                    |
| 1703 | Redstone 2  | Alkotói frissítés         | 15063     | 2017. április 11.  | 2018. október 9.                                     | 2019. október 8.                                    | N/A                                                 | N/A                                                 | N/A                                                 | N/A                                                 | 2019. június 11.                                    |
| 1709 | Redstone 3  | Őszi alkotói frissítés    | 16299     | 2017. október 17.  | 2019. április 9.                                     | 2020. október 13.                                   | N/A                                                 | N/A                                                 | N/A                                                 | N/A                                                 | 2020. január 14.                                    |
| 1803 | Redstone 4  | 2018. áprilisi frissítés  | 17134     | 2018. április 30.  | 2019. november 12.                                   | 2021. május 11.                                     | N/A                                                 | N/A                                                 | N/A                                                 | N/A                                                 | A támogatás 2020. január 14-én megszűnt.            |
| 1809 | Redstone 5  | 2018. októberi frissítés  | 17763     | 2018. november 13. | 2020. november 10.                                   | 2021. május 11.                                     | 2029. január 9.                                     | 2029. január 9.                                     | N/A                                                 | N/A                                                 | A támogatás 2020. január 14-én megszűnt.            |
| 1903 | 19H1        | 2019. májusi frissítés    | 18362     | 2019. május 21.    | 2020. december 8.                                    | 2020. december 8.                                   | N/A                                                 | N/A                                                 | N/A                                                 | N/A                                                 | A támogatás 2020. január 14-én megszűnt.            |
| 1909 | 19H2        | 2019. novemberi frissítés | 18363     | 2019. november 12. | 2021. május 11.                                      | 2022. május 10.                                     | N/A                                                 | N/A                                                 | N/A                                                 | N/A                                                 | A támogatás 2020. január 14-én megszűnt.            |
| 2004 | 20H1        | 2020. májusi frissítés    | 19041     | 2020. május 27.    | 2021. december 14.                                   | 2021. december 14.                                  | N/A                                                 | N/A                                                 | N/A                                                 | N/A                                                 | A támogatás 2020. január 14-én megszűnt.            |
| 20H2 | 20H2        | 2020. októberi frissítés  | 19042     | 2020. október 20.  | 2022. május 10.                                      | 2023. május 9.                                      | N/A                                                 | N/A                                                 | N/A                                                 | N/A                                                 | A támogatás 2020. január 14-én megszűnt.            |
| 21H1 | 21H1        | 2021. májusi frissítés    | 19043     | 2021. május 18.    | 2022. december 13.                                   | 2022. december 13.                                  | N/A                                                 | N/A                                                 | N/A                                                 | N/A                                                 | A támogatás 2020. január 14-én megszűnt.            |
| 21H2 | 21H2        | 2021. novemberi frissítés | 19044     | 2021. november 16. | 2023. június 13.                                     | 2024. június 11.                                    | 2027. január 12.                                    | 2032. január 13.                                    | N/A                                                 | N/A                                                 | A támogatás 2020. január 14-én megszűnt.            |
| 22H2 | 22H2        | 2022. októberi frissítés  | 19045     | 2022. október 18.  | 2025. október 14.                                    | 2025. október 14.                                   | N/A                                                 | N/A                                                 | 2026. október 13.                                   | 2028. október 10.                                   | A támogatás 2020. január 14-én megszűnt.            |
| Színmagyarázat - Régi verzió, nem támogatott Régebbi verzió, támogatott Legújabb verzió Legfrissebb előnézeti verzió(k) |             |                           |           |                    |                                                      |                                                     |                                                     |                                                     |                                                     |                                                     |                                                     |

## Verziók

### 1507 verzió (Első kiadás)
A Windows 10 (amit utólag kódnevén "Threshold 1", más néven 1507 verzió-nak is neveznek) 2015. július 29-én jelent meg.

### 1511 verzió (Novemberi frissítés)
Az első nagyobb frissítés 2015 novemberében jelent meg (November Update, kódnevén "Threshold 2", más néven 1511 verzió), ebben például személyre szabhatóbb lett a Start menü, valamint a memóriakezelést is javították a korábbi Windows-verziókhoz képest.

### 1607 verzió (Évfordulós frissítés)
A frissítés a Windows 10 megjelenése után egy évvel, 2016. augusztus 2-án jelent meg (Anniversary Update, kódnevén "Redstone 1", más néven 1607 verzió). Ez többek között tartalmazza a Windows Ink programot, aminek segítségével arra alkalmas eszközökön lehet rajzolni a képernyőre, valamint kiegészítők támogatását a Microsoft Edge böngészőben. Eredetileg Redstone Wave 1 néven volt ismert.

### 1703 verzió (Alkotói frissítés)
A frissítés 2017. április 11-én jelent meg (Creators Update, kódnevén "Redstone 2", más néven 1703 verzió). Ebben a frissítésben felületi és egyéb frissítések érkeztek, melyek a következők:
- Elrejthető minden alkalmazás lista
- Egyedi témaszínek használata
- Visszatértek a témák
- Mappákba rendezés lehetőség a Start menüben
- PIN kód beírásához, már nem szükséges bekapcsolni a Num Lock-ot a numerikus billentyűzeten.
- Új megosztási felület
- Játék üzemmód, illetve Játék menüpont megjelenése a Gépházban, Beam streamelés
- Windows Ink fejlesztések
- Paint 3D. A korábbi Paint alapoktól újraírt változata
- Frissített Fényképek alkalmazás: Az alkalmazás az oldalsó sáv helyett egy felső navigációt kapott, ahol válthatunk a gyűjteményeink, albumaink és mappáink között, A gyűjtemények esetén egy új világos módot kapott az alkalmazás, de a sötét megjelenés továbbra is elérhető és beállítható, Új animációk a képek teljes és kis méretre való váltása közben, amely egyértelműbbé teszi a képek közötti böngészést, Önálló képek gyorsabban és egyszerűbben megtekinthetőek az egér segítségével.
- Képernyőkép metszése bárhol
- Microsoft Edge fejlesztések: Lapfülek betekintése, fülek félrerakása, Edge ugrólisták, EPUB könyvek olvasása, HTML fájlba exportálható kedvencek
- A Windows Defender biztonsági központ teljesen új felületet kapott
- Kibővített aktív időszak
- Éjszakai fény
- Tárterületsegéd megjelenése a beállításokban
- Linux alrendszer hivatalos támogatása az Ubuntu 16.04 verzióval
- A Windows mostantól a 3.5 GB-nál több memóriával (RAM) rendelkező gépek esetén a szolgáltatásokat több külön folyamatban indítja el, amely a feladatkezelőben meg is figyelhető.
- Külső kijelzők vezérlése táblagépeken is
- Asztali ikonok rendezettségének megtartása kijelző váltásakor
- Jobb DPI méretezés az asztali programoknál
- Okosabb bejelentkezési dialógus alkalmazásoknál
- Könnyebb navigálás a regisztrációs adatbázisban (Regedit)
- Windows Hello ujjlenyomat és arc felismerése gyorsabban

### 1709 verzió (Őszi alkotói frissítés)
A frissítés 2017. október 17-én jelent meg (Fall Creators Update, kódnevén "Redstone 3", más néven 1709 verzió). Ebben a frissítésben érkezett meg a kapcsolatok eszköztár a tálcára, melyből egy felugró menüből érhetjük el a kapcsolatok alkalmazásban, valamint a Skype-ban található ismerősöket. A OneDrive újítása, hogy mostantól nem kell mindent helyileg letölteni, hogy elérhessük a felhőben tárolt dolgainkat. Az igény szerinti fájlokat bekapcsolva, melyet a OneDrive beállításaiban találhatunk bejelentkezést követően, ugyanis alapból minden a felhőben marad, és valójában a merevlemezre csak a megnyitáskor kerülnek letöltésre az adott állományok. A Fényképek alkalmazás, videószerkesztőt kapott. A Microsoft Edge Fluent dizájn-t kapott. A feladatkezelő teljesítmény lapján mostantól a processzor, memória, lemez és hálózat mellett már a GPU-k teljesítménye is követhető. Telefon párosítása, mellyel Android illetve iPhone telefonunkat is párosíthatjuk a Windows Phone mellett. Cortana beállításai átkerültek a Gépházba. Most már szabályozható, hogy a Windows Update mekkora sávszélességet használhat. Bővített Tárterületsegéd. Színszűrő, amivel a teljes képernyő színe megváltoztatható.
További fejlesztések
- Csoportosítottan megjelenő folyamatok a feladatkezelőben.
- Windows Defender Application Guard
- Új megosztási dialógus amely a kiemelten fontos személyeket is tartalmazza
- Frissített nagyító eszköz
- Érintőtollal történő görgetés támogatása
- Új energiakezelési dialógus és energiakezelési mód (Power Throttling), akár 11%-kal jobb energiagazdálkodás egyes eszközökön
- Linuxos-alrendszer fejlesztések
- Windows Mixed Reality
- Számos további fejlesztés Cortana-ban

### 1803 verzió (2018. áprilisi frissítés)
Eredetileg 2018. április 10-én jelent volna meg (Spring Creators Update, kódnevén "Redstone 4", más néven 1803 verzió) néven, de egy nagyon fontos hiba miatt, amitől a gépek hamarabb kaptak „kék halált”, elhalasztották a debütálását. A hiba javítása közben észrevettek az alkotók egy másik hibát, amely súlyosan érintette a Gépház alkalmazást. Végül 2018. április 30-án jelent meg, némi névváltoztatás után (April 2018 Update, kódnevén "Redstone 4", másnéven 1803 verzió). A frissítés újdonsága az „Idővonal”, amely egy továbbfejlesztett Feladatnézet, amelynek irányítópultján folytathatjuk a munkát az elmúlt 30 napban megnyitott programokban, több eszközön is. Néhány alapvetőbb Microsoft Edge és Gépház javítást eszközöltek, valamint Bluetooth-ban megjelent a „Közeli megosztás” funkció.

### 1809 verzió (2018. októberi frissítés)
A frissítés (October 2018 Update, kódnevén "Redstone 5", más néven 1809 verzió) terjesztését, a 2018. október 2-ai hivatalos kiadás után 2018. október 6-án a Microsoft visszavonta, mert súlyos adatvesztést okozott azoknál, akik már az automatikus frissítés előtt telepítették azt. A Microsoft 2018. november 13-án bejelentette, hogy Windows Update frissítőszolgáltatásán keresztül ismét elérhetővé tette a frissítést. Az új verzió a cég hivatalos weboldalán elérhető Media Creation Tool segítségével is újra letölthető volt. Az újra kiadott frissítés már nem tartalmazta azt a végzetes adattörlést okozó hibát, ami miatt eredeti változatát egy hónapja visszavonta, és számos egyéb hibát is javítottak benne az újra kiadás előtt. A csúszás miatt a Microsoft módosította a frissítés hivatalos kiadási dátumát is november 13-ára, ami azt jelenti, hogy ettől a dátumtól számítja a támogatási időszakot is.

### 1903 verzió (2019. májusi frissítés)
A frissítés 2019. május 21-én jelent meg (May 2019 Update, kódnevén "19H1", más néven 1903 verzió). A frissítés nagyobb újdonságai egy fehér téma választásának lehetősége és a funkciófrissítések feletti nagyobb kontroll biztosítása. Az utóbbi azt jelenti, hogy ezen frissítések nem fognak automatikusan települni ettől a frissítéstől kezdve, hanem a Gépház alkalmazás Windows Update lapján jelennek meg, és onnan tudják majd letölteni és telepíteni a felhasználók, egészen addig, ameddig le nem jár az aktuálisan használt Windows 10-verziójuk támogatása. Ha lejár az éppen használt Windows 10-verzió támogatása, akkor a frissítő a legújabb verzióra fogja frissíteni a rendszert.
Ettől a frissítéstől kezdve a kisebb frissítések felett is nagyobb kontrollt kapnak a felhasználók, mert a Home verziót használók számára a biztonsági és hibajavításokat tartalmazó frissítések halasztásának lehetősége 7 napról 35 napra növekedett. Ezentúl a kereséssel a számítógép bármely helyén felkutathatják a felhasználók a fájlokat, nem csak a dedikált mappákból (OneDrive, Dokumentumok, Letöltések, Zenék, Képek, Videók, Asztal). Most már több beépített alkalmazást lehet eltávolítani a számítógépről, mint korábban, így például a Számológép, Naptár, Groove Zene, Paint 3D, Filmek + TV, Sticky Notes, Metszet és vázlat, valamint Hangrögzítő.
A Windows 10 Pro és Enterprise változatának újdonsága a Windows Sandbox, amely lehetővé teszi szoftverek és weboldalak tesztelését saját konténerben, így ha azok rendellenesen viselkednek, nem veszélyeztetik az operációs rendszer működését. A Sandbox bezárása után a benne futó szoftver vagy weboldal törlődik. A rendszergazdák ezentúl nem csak az Edge böngészőben használhatják a Windows Defender Application Guard biztonsági szolgáltatásokat, hanem a Chrome és a Firefox kiegészítéseként, egy a Microsoft áruházból letölthető appnak köszönhetően. Ha a felhasználók egy nem megbízható weboldalt nyitnak meg a Chrome-ban vagy a Firefoxban, az oldal meg fogja nyitni az Edge-et, benne egy a Windows Defender Application Guardot használó virtuális géppel.

### 1909 verzió (2019. novemberi frissítés)
A frissítés 2019. november 11-én jelent meg (November 2019 Update, kódnevén "19H2", más néven 1909 verzió). Ezen frissítés elődjeitől eltérően csak kisebb módosításokat tartalmaz. A felhasználók mostantól több lehetőséget kapnak az értesítések kezelésére, amiket végre már időrendi sorrendben is láthatnak, az Intéző keresője pedig már a felhős tárhelyeiken tárolt dokumentumaikat is megtalálja. Ezen kívül az új verzió már jobban támogatja a harmadik felektől származó digitális hangasszisztenseket, és egyértelműbbé teszi a navigációt a Start menün belül is.
Ezen funkciófrissítés is az elődjeihez hasonlóan hullámokban válik elérhetővé a felhasználók számára a Windows Update-en keresztül, és manuálisan is beszerezhetővé vált a Microsoft weboldaláról.

### 2004 verzió (2020. májusi frissítés)
A frissítés 2020. május 27-én jelent meg (May 2020 Update, kódnevén "20H1", más néven 2004 verzió). Ettől a frissítéstől kezdve lehetőségünk van, a rendszer visszaállításakor a teljes telepítő letöltésére a felhőből. Elérhetővé vált a Linuxos Windows-alrendszer (WSL2) is. Optimalizációt kapott a felhasználói felület, hibrid eszközök esetén. Frissítést kapott a Feladatkezelő is. Már a teljesítmény fülön látszódik, hogy SSD vagy HDD van a gépünkben, valamint megjelenhetnek a videókártya hőmérsékletek is, amelyhez WDDM 2.4-es grafikus illesztőre van szükség. Beépített IP kamerák támogatása, jelenleg csak az ONVIF Profile S szabványt támogató kamerák támogatottak, de ez később még bővülhet. Két apró módosítást kapott a Windows Update, az egyik a sávszélesség korlátozás beállíthatósága, a másik az Opcionális frissítések egy helyre kerültek át. A Cortana asszisztens egy áthelyezhető és méretezhető ablakot kapott, illetve már szöveges párbeszédek útján is kommunikálhatunk vele. (Sajnos nálunk csak angolul hajlandó működni.) További újítások: Wifi hálózati lista, a kurzor sebessége már a Gépházból is állítható, elnevezhető virtuális asztalok, optimalizált kibővített keresés, átalakított hálózati állapot lap, ettől a kiadástól kezdve a lemezkarbantartó a Letöltések könyvtárból már nem tud törölni, helyette a Tárterületsegéd használható.

### 20H2 verzió (2020. októberi frissítés)
A frissítés 2020. október 20-án jelent meg (October 2020 Update, kódnevén "20H2", más néven 20H2 verzió). Ebben a frissítésben a Start menü kapott egy kisebb vizuális ráncfelvarrást, amelyben a színes csempehátterek eltűntek, helyette a rendszer aktuálisan beállított színeit követi, valamint kapott egy enyhe áttetszőséget. Az alkalmazás lista is módosult, eltűntek az ikonokat körbefogó keretek. Ez az első olyan frissítés, amely már beépítve tartalmazza a Chromium alapú Microsoft Edget. Változott a rendszer értesítései is, a bal felső sarokban már megjelenik mely alkalmazás küldte az értesítést és az értesítést bezáró nyílból X lett. Amennyiben hibrid eszközzel rendelkezünk, a rendszer már alapértelmezés szerint nem fogja megjeleníteni a táblagép módba történő váltásról szóló értesítést. Tiszta telepítéskor, ha Microsoft fiókkal jelentkezünk be, akkor a rendszer a tálcára további alkalmazásikonokat is rögzíthet alapesetben. Már lehetőség van a kijelző frissítési gyakoriságának egyszerűbb beállítására. A Windows Defender Application Guard további fejlesztéseket kapott, így már az új Microsoft Edge és a Microsoft 365 alkalmazások speciális hardveres izolációja is támogatott. A Windows Hello által használt biometrikus adatok tárolása is fejlődött. Vállalati felhasználás terén a Mobile Device Management kapott csoportházirend beállítási lehetőséget.

### 21H1 verzió (2021. májusi frissítés)
A frissítés 2021. május 18-án jelent meg (May 2021 Update, kódnevén "21H1", más néven 21H1 verzió).  A frissítés célja a biztonság, a távoli hozzáférés és a minőség javítását szolgáló fontos szolgáltatások biztosítása, és úgy tervezték meg, hogy gyors frissítési élményt nyújtson. Az egyik frissítés a Windows Defender Application Guard (Alkalmazásőr) szolgáltatást érinti. Az új verzió az általános sebességérzetet igyekszik megnövelni az ott megnyitott dokumentumok gyorsabb betöltésével. A távoli elérés funkció is sebességnövekedést ígér, a tovább fejlesztett csoportházirend-szolgáltatásoknak köszönhetően. A Windows Hello is kapott frissítést, megkapta a multikamera támogatást, amely külső és belső Windows Hello használatára alkalmas kamera esetén, a külső kamerát állítja alapértelmezettnek. Ezzel a frissítéssel történik meg a régi Microsoft Edge eltávolítása is, aminek helyét az új Chromium alapú Microsoft Edge veszi át. Ezzel a frissítéssel érkezik meg a tálcára a Hírek és érdeklődési körök funkció is.

### 21H2 verzió (2021. novemberi frissítés)
A frissítés 2021. november 16-án jelent meg (November 2021 Update, kódnevén "21H2", más néven 21H2 verzió). Támogatást kapott a WPA3 H2E biztonsági szabvány a Wifi kapcsolatoknál.
A Linuxos alrendszerben (WSL) támogatott lett a GPU számítás. Ezáltal jelentősen nagyobb teljesítmény érhető el, a mesterséges intelligencia és gépi tanulás terén.